# Sho Kamogawa
Sho Kamogawa (鴨川 奨 Kamogawa Sho?), född 7 februari 1983 i Oita prefektur, är en japansk före detta fotbollsspelare.
Kamogawa började sin karriär 2005 i Nagoya Grampus Eight. Efter Nagoya Grampus Eight spelade han för Fagiano Okayama och Hoyo Elan Oita. Han avslutade karriären 2011.